# Paratrichogramma tarimica
Paratrichogramma tarimica is een vliesvleugelig insect uit de familie Trichogrammatidae. De wetenschappelijke naam is voor het eerst geldig gepubliceerd in 2007 door Hu, Huang & Lin.